# Мокеев, Иван Александрович
Иван Александрович Мокеев (12 сентября 1924, СССР — 22 апреля 2000, Россия) — советский и российский актёр театра и кино. Заслуженный артист РСФСР (1974).

## Биография
Родился 12 сентября 1924 года. В 1947 году окончил студию при Казанском драматическом театре. В 1950-е годы играл в Крымском областном драматическом театре имени А. М. Горького. С 1961 года — актёр Ленинградского Театра драмы и комедии на Литейном. В 1965 году вошёл в состав труппы, образовавшейся вокруг режиссёра Евгения Шифферса. Создававшийся театр планировалось назвать «Ленинград-65». Но проект не был реализован по идеологическим соображениям — Е. Шифферс был объявлен (партийными органами) злостным формалистом, идеологически разлагающим актёрскую молодёжь.
До 2000 года продолжал работать в Театре «На Литейном».
Скончался 22 апреля 2000 года.

## Фильмография
1. 1962 — Как воспитать эгоиста (короткометражный)
2. 1970 — Ференц Лист — Грёзы любви (СССР/Венгрия) — эпизод
3. 1971 — Драма из старинной жизни
4. 1973 — Свадьба (СССР-Югославия)
5. 1974 — День приёма по личным вопросам — инженер
6. 1976 — Двадцать дней без войны — Иван Александрович, кинорежиссёр
7. 1977 — Объяснение в любви — бродяга
8. 1978 — Полковник Шабер (ТВ) — Букар, старший письмоводитель
9. 1979 — Клуб самоубийц, или Приключения титулованной особы (ТВ) — Чарли Пендрегон, брат леди Венделер («Как дела на фронтах империи? Доблесть не иссякла? Порох не подмочили?»)
10. 1990 — Шаги императора — отец поручика Синюхаева
11. 1992 — Скупой (фильм-спектакль) — Ансельм
12. 1993 — Кинфия (короткометражный)
13. 1993 — Представление для...

#### Озвучивание
1. 1982 — Вердикт (США) — Епископ Брофи (дублирует — Эдварда Биннса)